# Motutara Island (Northland, Whangaruru Bay)
Motutara Island, auch Henry Island genannt, ist eine Insel vor der Ostküste der Region Northland im Norden der Nordinsel von Neuseeland.

## Geographie
Die mehrteilige Felseninsel Motutara Island befindet sich in der Whangaruru Bay, rund 800 m vor dem Hafenausgang des Whangaruru Harbour und rund 37 km nördlich von Whangārei. Die Felsen erstrecken sich über eine Länge von rund 330 m in Nordost-Südwest-Richtung und eine maximale Breite von rund 115 m in Nordwest-Südost-Richtung. Dabei beanspruchen sie eine Fläche von rund 2,7 Hektar. Die Felseninsel liegt lediglich 540 m südlich des Pararaunui Point und damit vom Festland entfernt. Die Höhe der beiden Hauptteile der Felseninsel beträgt jeweils etwas über 20 m.